# Thornville (Ohio)
Thornville es una villa ubicada en el condado de Perry en el estado estadounidense de Ohio. En el Censo de 2010 tenía una población de 991 habitantes y una densidad poblacional de 345,33 personas por km².

## Geografía
Thornville se encuentra ubicada en las coordenadas 39°53′37″N 82°24′43″O / 39.89361, -82.41194. Según la Oficina del Censo de los Estados Unidos, Thornville tiene una superficie total de 2.87 km², de la cual 2.86 km² corresponden a tierra firme y (0.36%) 0.01 km² es agua.

## Demografía
Según el censo de 2010, había 991 personas residiendo en Thornville. La densidad de población era de 345,33 hab./km². De los 991 habitantes, Thornville estaba compuesto por el 98.79% blancos, el 0.1% eran afroamericanos, el 0.1% eran amerindios, el 0.1% eran asiáticos, el 0% eran isleños del Pacífico, el 0% eran de otras razas y el 0.91% pertenecían a dos o más razas. Del total de la población el 0% eran hispanos o latinos de cualquier raza.